# كورت بورتر
كورت بورتر (بالإنجليزية: Curt Porter)‏ هو لاعب كرة قدم أمريكية أمريكي، ولد في 11 يوليو 1988 في فاييت في الولايات المتحدة.

## وصلات خارجية
- كورت بورتر على موقع مرجع كرة القدم المحترفة.كوم (الإنجليزية)